# AVG Technologies
AVG Technologies (раніше — Grisoft) — компанія із забезпечення безпеки програмного забезпечення, штаб-квартира якої розташована в Брно та Амстердамі, заснована в 1991 році Яном Гріцбахом та Томашем Хофером. З 2016 року — дочірня компанія корпорації Avast Software. Компанія розробила антивірусні програмні та антивірусні сервіси, такі як AVG AntiVirus, і має корпоративні офіси в Європі, Ізраїлі, Бразилії, Канаді та США.
Станом на 2 лютого 2015 року понад 200 мільйонів активних користувачів використовували програмні продукти та послуги AVG, які включають безпеку в Інтернеті, оптимізацію продуктивності та програми захисту особистої конфіденційності та захисту особистих даних. У липні 2016 року Avast Software оголосила, що має намір придбати AVG. Купівля була завершена 30 вересня 2016 року. Avast та AVG працюють як одна компанія з 3 жовтня 2016 року, зберігаючи дві окремі торгові марки.

## Історія
Компанія була заснована в Брно Яном Гріцбахом та Томашем Хофером у 1991 році під назвою GRISOFT /C/ SOFTWARE, spol. s r. o.. Власником був Ян Гріцбах.
У 2001 році Ян Гріцбах вирішив продати Grisoft у Benson Oak Capital Acquisitions. Холдингова компанія Grisoft, Inc., розташована у Вілмінгтоні, була використана для транзакції в штаті Делавер. У 2002 році компанія була перейменована в GRISOFT, s.r.o..Три роки потому Бенсон Оак продав 65 % акцій компанії Intel Capital та Enterprise Investors за 52 мільйони доларів США. Холдингова компанія, яка називалася Grisoft Holdings BV була розташована в Амстердамі, Нідерланди, пізніше — Grisoft International B.V., яка поступово стала основною компанією.
19 квітня 2006 року компанія Grisoft придбала німецьку компанію ewido Networks, виробника антишпигунських програм, і включила функції ewido в нові версії програмного забезпечення AVG. 6 листопада 2006 року корпорація Майкрософт оголосила про те, що продукти AVG Security будуть доступні безпосередньо в Центрі безпеки Windows у Windows Vista. З 7 червня 2006 року програмне забезпечення AVG також використовувалося як додатковий компонент GFI MailSecurity, розроблений GFI Software. 5 грудня 2007 року компанія Grisoft оголосила про придбання Exploit Prevention Labs, розробника LinkScanner.
У 2008 році GRISOFT, s.r.o. була перейменована в AVG Technologies CZ, s.r.o., а Grisoft International B.V. у AVG Technologies, N.V.. Ця зміна була зроблена для підвищення ефективності їх маркетингової діяльності. У січні 2009 року компанія AVG оголосила, що плани придбання Sana Security були завершені. Плани інтеграції технологій Sana у свій безкоштовний споживчий продукт, AVG Anti-Virus, як і раніше, розглядаються, вважає Джордж Сміт, виконавчий директор AVG. Розроблені технології Sana Security наразі ліцензовані Symantec. 5 жовтня 2009 року ТА Associates оголосила, що вони придбали міноритарний пакет акцій компанії AVG Technologies за понад 200 мільйонів доларів США. У квітні 2010 року AVG оголосила про призначення Юваля Бен-Ітцака на посаду старшого віце-президента з інжинірингу. 9 червня 2010 року компанія AVG оголосила про придбання Walling Data. 10 листопада 2010 року AVG оголосила про придбання DroidSecurity, компанії, яка спеціалізується в галузі мобільних рішень безпеки для пристроїв Android, розташована у Тель-Авіві. У грудні 2010 року AVG випустила обов'язкове інсталяційне оновлення до версії антивірусного програмного забезпечення 2011 року, що спричинило за собою те, що тисячі 64-розрядні комп'ютери Windows Vista та Windows 7 стали повністю непрацездатними. Після цього AVG випустила патч, який відновлює комп'ютери після встановлення оновлення. Постраждалі користувачі можуть переглянути відео на офіційній сторінці AVG у YouTube, щоб вирішити проблему.
28 січня 2011 року з'явився небезпечний додаток, який нагадує попередню версію програмного забезпечення та використовує складну соціальну інженерію, щоб обдурити користувачів та заразити їхні системи. 1 грудня 2011 року компанія AVG Technologies оголосила про придбання Bsecure Technologies Inc. (Bsecure), провідного постачальника технологій хмарних технологій в Інтернет-фільтруючій галузі з 2001 року та найбільшого постачальника програмного забезпечення для онлайн-безпеки в Інтернеті.
У 2011 році компанія знову була реструктуризована. Була створена материнська компанія AVG Technologies Holdings B.V. яка, а AVG Technologies CZ, s.r.o. і AVG Technologies, N.V. стали її дочірними компаніями. 7 лютого 2012 року компанія AVG Technologies, N.V. була зареєстрована на Нью-Йоркській фондовій біржі. 12 червня 2013 року компанія AVG Technologies оголосила про придбання Level Platforms.
8 березня 2013 року Джордж Сміт, генеральний директор, подав заявку на відставку з AVG після восьми років успішного головування. 30 липня 2013 року компанія AVG Technologies оголосила, що Гері Ковач став новим генеральним директором корпорації.
У листопаді 2014 року AVG Technologies оголосила про придбання Norman Safeground ASA, компанії, яка розташована в Осло, відома своїм набором продуктів безпеки Нормана. У травні 2015 року AVG Technologies оголосила про придбання компанії Prixx у Великій Британії, яка є власником сервісу HideMyAss VPN. У вересні 2015 року компанія оголосила про придбання Location Labs, компанії з персональними продуктами безпеки на всіх чотирьох основних стільникових операторів США.
7 липня 2016 року компанія Avast Software оголосила про намір придбати AVG Technologies на загальну суму близько 1,3 мільярда доларів. Придбання було завершено 30 вересня 2016 року, а Avast та AVG працюють як одна компанія з 3 жовтня 2016 року. Компанія була виключена з Нью-Йоркської фондової біржі.

## Продукція

### Мультиплатформна (Windows, Android, Mac)
- AVG AntiVirus FREE
- AVG Internet Security
- AVG TuneUp
- AVG Driver Updater
- AVG Ultimate

### Безпека та продуктивність для Android
- AVG AntiVirus for Android
- AVG Cleaner for Android
- Family products of AVG's Location Labs (AT&T Smart Limits, AT&T FamilyMap, Verizon FamilyBase, T-Mobile FamilyWhere, Sprint Family Locator, Sprint Mobile Controls)

### Безпека та продуктивність для Mac
- AVG AntiVirus for Mac
- AVG Cleaner for Mac

### Конфіденційність
- HMA! Pro VPN
- AVG Web TuneUp

### Безпека бізнесу
- AVG Business CloudCare
- AVG Business Managed Workplace
- AVG Business SSO (Secure Single Sign On)
- AVG AntiVirus Business Edition
- AVG Internet Security Business Edition
- AVG File Server Business Edition
- AVG Email Server Business Edition
- AVG PC TuneUp Business Edition

## Партнерство
20 серпня 2010 року AVG уклала партнерство з Moka5, щоб забезпечити рішення для настільної віртуалізації.
1 липня 2010 року AVG співпрацювала з Opera Software, щоб забезпечити захист від шкідливих програм у веббраузері Opera, захист був доданий до існуючої технології захисту від шахрайства (Netcraft та PhishTank від Haute Secure).
У липні 2011 року AVG об'єднала зусилля з ізраїльською компанією Zbang, щоб запустити Multimi, безкоштовну програму для Windows та iPad, яка об'єднує електронну пошту, соціальні медіа та мультимедіа в одному інтерфейсі. AVG надає Linkscanner для додатка, перевіряючи кожне посилання, яке надсилається електронною поштою, надсилається в соціальній мережі або знаходиться через пошук.
У грудні 2012 року AVG та Yahoo! співпрацювали для створення панелі інструментів для безпечного пошуку. У вересні 2013 року AVG співпрацювала із Facebook, щоб запустити програму конфіденційності Facebook: AVG Crowd Control. У вересні 2015 року компанія AVG співпрацювала з словенською компанією XLAB doo для інтеграції ISL Online (технологія обміну робочими столами) у програму AVG Business Managed Workplace 9.2 (віддалене програмне забезпечення для моніторингу та керування), щоб надавати постачальникам керованих послуг можливість легко отримувати доступ і керувати необмеженою кількістю автоматичних віддалених комп'ютерів. 6 липня компанія AVG Business CloudCare інтегрувала ISL Light Client. Це замінило вихідний ІТ-продукт.

## Скандали
У травні 2012 року компанія AVG Technologies випустила претензію на порушення авторських прав, яка називається «запит на скасування» для відео YouTube на поп-пісню Never Gonna Give You Up, виконану британським співачком Ріком Естлі. Відео, яке станом на жовтень 2015 року містить понад 150 мільйонів переглядів і 300 тисяч коментарів, було завантажено в 2007 році і було відновлено YouTube протягом 24 годин. Назва відео посилається на інтернет-мем, який зазвичай називають «Rickrolling», і який полягає в заміні будь-якого посилання на кліп Never Gonna Give You Up, таким чином розігруючи людей, що переходять по посиланню.
Браузерний додаток AVG, AVG Secure Search, був підданий критиці як рекламне програмне забезпечення, оскільки воно поєднується з іншим програмним забезпеченням, і його часто встановлюють помилково. AVG Secure Search також рекламується користувачам вільних версій продуктів AVG. Хоча додаток пропонує легітимні можливості блокування зловмисного програмного забезпечення, AVG Secure Search нагадує потенційно небажану програму (PUP), яка може зробити інтернет-браузер більш вразливим до атак.